# Médias, images et technologies de l'information et de la communication
Pour les articles homonymes, voir MITIC.
La notion de médias, images et technologies de l'information et de la communication, ou MITIC, créée en Suisse à Genève par le service chargé du domaine concerné au Département de l'instruction publique, tend à élargir le concept de TIC (Technologies de l'information et de la communication) pour, d’une part, prendre en compte les convergences que le numérique a amené entre le domaine de l’informatique et celui des médias (presse, radio, télévision, édition multimédia, web), aussi bien que la banalisation d’internet comme environnement de travail quotidien et, d’autre part, dans le champ scolaire, rapprocher les domaines de l’informatique et de la critique de l’information (éducation aux médias) dont le développement s’est fait pendant longtemps de manière indépendante.
Le domaine des MITIC est l’une des cinq thématiques transversales de la formation générale intégrée dans le Plan d'études romand (PER) de la scolarité obligatoire qui a été introduit à partir de 2011 dans les cantons de Suisse romande. Les trois principaux objectifs d’apprentissage sont les suivants: Exercer un regard sélectif et critique (cycle 1), décoder la mise en scène de divers types de messages (cycle 2) et exercer des lectures multiples dans la consommation et la production de médias et d’informations (cycle 3).
L'enseignement aux MITIC correspond à la discipline scolaire couramment nommée éducation aux médias et à l’information en France et en Belgique. Cette discipline scolaire vise aussi au développement des compétences de littératie médiatique (qui se confondent aujourd’hui avec celles de littératie numérique).

## Perspectives
La diffusion rapide des dispositifs automatisés simulant l’intelligence et les capacités conversationnelles des humains (assistant personnel intelligent, agent conversationnel – chatbot, etc.) reposant sur les techniques de l’informatique et des sciences cognitives nécessite d’accroître le champ de l’éducation aux médias et à l’information, et donc du domaine des MITIC.
L’usage intense des appareils connectés et des écrans de toute nature est riche de potentiels mais aussi d’effets nuisibles sur le développement des enfants. Des professionnel-le-s de la santé et de la petite enfance ainsi que des spécialistes des médias ont alerté l’opinion publique sur les conséquences de la surexposition aux écrans des parents et des enfants dès leurs premiers mois de vie. L’usage constant des écrans connectés peut affecter gravement la relation parent-enfant et être la cause de troubles sévères de l’attention, du langage, de la motricité et du comportement des enfants en bas âge. Cet enjeu de santé publique constitue un nouveau domaine d’éducation aux médias pour les professionnel-le-s de l’enfance.
Le développement spectaculaire des usages des technologies numériques à toutes les activités humaines est une source nouvelle de graves menaces pour la biosphère. Dans le domaine de la communication, l’explosion du nombre des appareils connectés en permanence, l’usage intense des réseaux et du cloud computing, l’obsolescence rapide des équipements constituent quelques-uns des facteurs majeurs de l’impact environnemental de la numérisation (matériaux, énergie, pollution) tout au long du cycle de vie des équipements. C’est pourquoi, outre la traditionnelle analyse des discours, la réflexion sur les impacts environnementaux des nouvelles technologies de la communication doit être intégrée dans les objectifs du domaine des MITIC.